# Rapid Trident

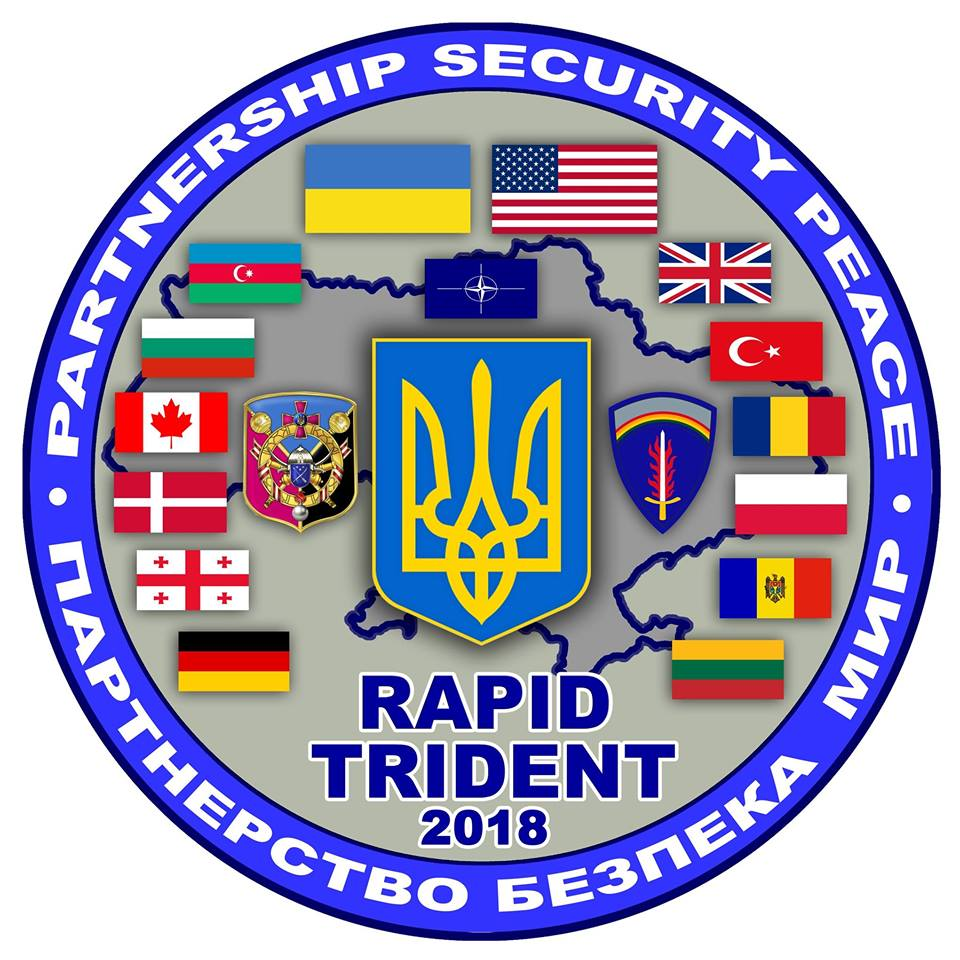
Rapid Trident 2018

Rapid Trident sind Militärmanöver der ukrainischen Streitkräfte unter Beteiligung von NATO-Streitkräften. Diese Manöver werden (als Nachfolger der seit 1995 bestehenden Peace-Shield-Übungen) in der Ukraine abgehalten.
Rapid Trident-Manöver sind nach Verlautbarung der US-Army „die letzte Übungsphase, bzw. der Höhepunkt des intensiven und realistischen jährlichen Trainings, um die ukrainischen Landtruppen für reale Situationen und Einsätze vorzubereiten“.
Initiator der Serie und mitverantwortlich für die Durchführung von Rapid Trident ist das in Stuttgart-Vaihingen beheimatete US-Oberkommando in Europa beziehungsweise der dem Kommando unterstellte Großverband USAREUR mit Hauptquartier in Wiesbaden-Erbenheim. Ziel des Manövers ist, die voranschreitende Modernisierung der Streitkräfte der Ukraine und deren Anpassung an NATO-Standards zu unterstützen.

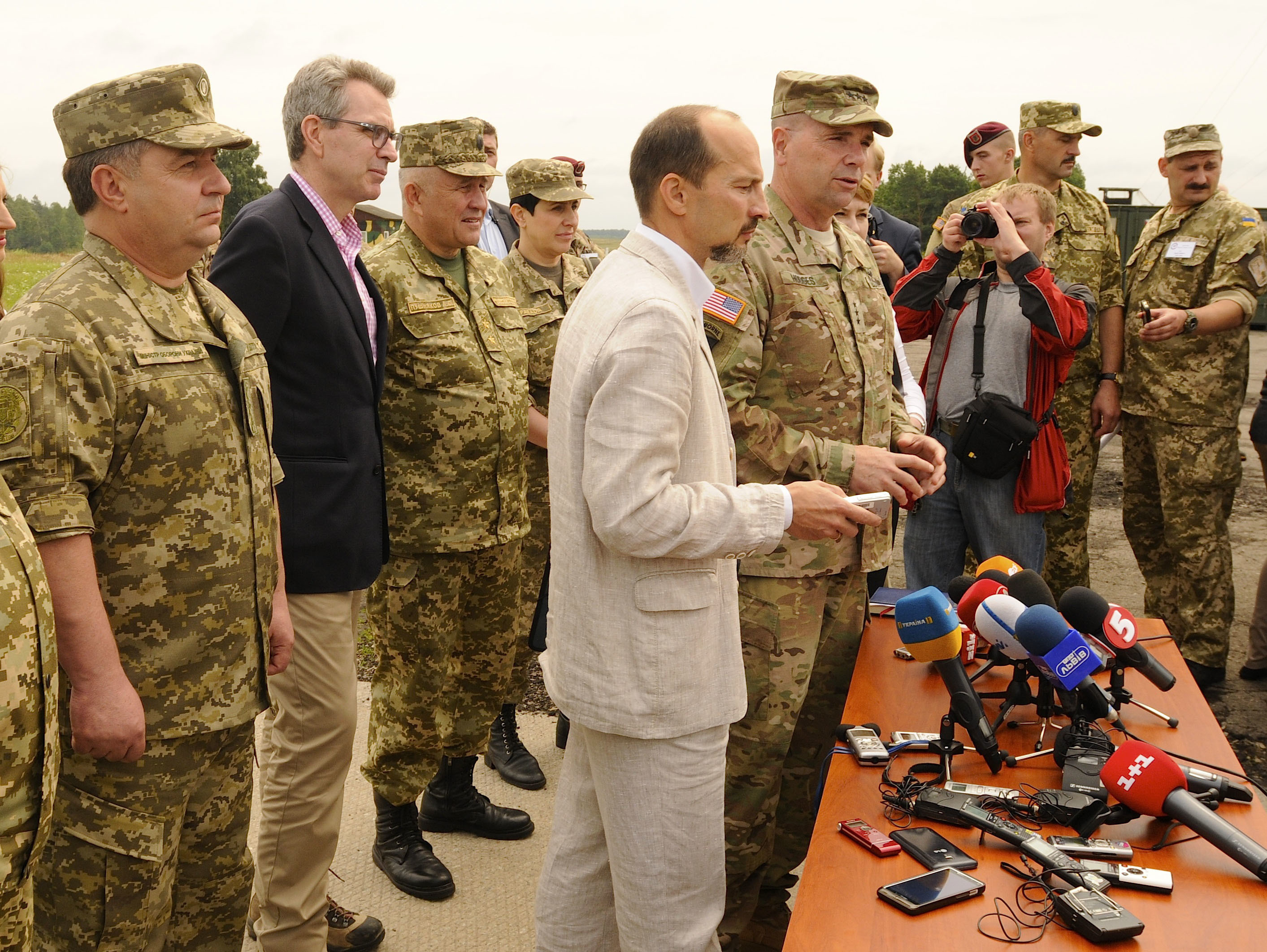
Rapid Trident 2015 – Pressekonferenz; Peacekeeping and Security Center, Jaworiw

„Rapid Trident 10“ startete am 12. September 2010,
„Rapid Trident 12“ am 16. Juli 2012.
„Rapid Trident 14“, fand vom 15. bis 26. September 2014 auf dem Truppenübungsplatz Jaworiw in der Nähe von Lviv (Lemberg), nicht weit von der polnischen Grenz, statt. Beteiligt waren neben der Ukraine und den USA auch Truppenangehörige aus Deutschland, Kanada, Norwegen, Polen und dem Vereinigten Königreich.
An „Rapid Trident 19“, das vom 13. bis 28. September 2019 stattfand, beteiligten sich Soldaten und Sicherheitskräfte aus Bulgarien, Dänemark, Deutschland, Georgien, Großbritannien, Italien, Kanada, Litauen, Moldawien, Polen, Rumänien, der Türkei und den USA.
„Rapid Trident 21“ mit 6.000 Beteiligten fand vom 20. September bis zum 3. Oktober 2021 statt.
Beteiligte Nationen waren neben der US-Army mit 300 Personen die Ukraine, Bulgarien, Kanada, Georgien, Italien, Jordanien, Litauen, die Republik Moldawien, Pakistan, Polen, Rumänien, die Türkei und das Vereinigte Königreich.

## Gutachten des Wissenschaftlichen Dienstes des Deutschen Bundestages
Am 2. September 2015 veröffentlichte der Wissenschaftliche Dienst des Deutschen Bundestages das Gutachten „Zur Frage der Vereinbarkeit von Aktivitäten der NATO in der Ukraine mit den im Zwei-Plus-Vier-Vertrag gegenüber der Sowjetunion eingegangenen Verpflichtungen“, in dem es um die Beteiligung der Bundeswehr an Rapid Trident, Saber Guardian und Sea Breeze geht. In ihrem Sachstandsbericht mit dem Schwerpunkt auf dem Manöver Sea Breaze kommen die Gutachter zu dem Schluss, dass „[die] Militärübungen „Rapid Trident“ und „Saber Guardian“ […] – obwohl im Geiste des NATO-Partnerschaftsprogramms „Partnership for Peace“ durchgeführt – keine NATO-Aktivitäten, sondern Übungen des Europäischen Heereskommandos der Vereinigten Staaten (USAREUR) [sind].“ „Sowohl das Manöver Sea Breeze als auch die Maßnahmen der NATO zur Unterstützung der ukrainischen Streitkräfte beim Aufbau militärischer Fähigkeiten dürften unter Berücksichtigung des Umfangs und Art der beteiligten Kräfte sowie der jeweiligen Zielsetzung der Maßnahmen – selbst aus Sicht der Russischen Föderation (als Rechtsnachfolger der Sowjetunion) – weder ihre Sicherheitsinteressen berühren noch in irgendeiner Art und Weise eine Androhung von Gewalt darstellen. Denn die Maßnahmen der NATO zur Unterstützung der ukrainischen Streitkräfte, zu denen keine Waffenlieferungen zählen, sollen ausschließlich die Interoperabilität der ukrainischen Streitkräfte und nicht ihre Angriffsfähigkeit erhöhen“.